# 聖公會薩瑟克教區
聖公會薩瑟克教區（英語：Diocese of Southwark）是英格蘭教會坎特伯雷教省下面的一個教區。成立於1905年5月1日。
轄區包括泰晤士河以南的大倫敦（布羅姆利區和貝克斯利區除外），以及薩里郡東部，座堂是薩瑟克座堂，現任主教為克里斯多福·切森。下分三個副主教區、六個會吏長區及廿九個會吏區，管理300個堂區。